# Calma apparente
Calma apparente è il decimo album inciso dal cantautore italiano Eros Ramazzotti, pubblicato anche in lingua spagnola con il titolo Calma aparente.
L'album, anticipato dal primo singolo La nostra vita, è uscito in Italia il 28 ottobre 2005, nel giorno del quarantaduesimo compleanno del cantautore e a circa due anni di distanza da 9, il suo precedente lavoro discografico. La pubblicazione nel resto del mondo è avvenuta il 31 ottobre 2005.

## Descrizione
Calma apparente è stato definito da Eros Ramazzotti un album fortemente autobiografico, come la maggior parte dei suoi lavori. A tal proposito, il cantautore ha dichiarato: «Come il pittore si fa l'autoritratto, io racconto la mia vita nei dischi. Preferisco confessare le mie emozioni nelle canzoni e non nelle interviste».
All'interno del disco si trovano infatti molte canzoni che fanno riferimento alla condizione personale di Ramazzotti dopo la burrascosa separazione con la show-girl Michelle Hunziker. Per questa ragione, l'album è considerato una sorta di seguito del precedente 9, ma in questo caso si respira un forte ottimismo e il sentimento prevalente non è il dolore, bensì la rinnovata voglia di vivere.
In particolare, nel brano Beata solitudine Ramazzotti parla della sua ex-moglie, mentre in Una nuova età il cantautore romano immagina una svolta nella sua vita sentimentale. Il singolo di lancio, La nostra vita, è una canzone dura ma con un finale positivo, che parla della voglia del cantautore di concentrarsi sul futuro, ricercando amore e serenità in un mondo che «fa schifo», come dicono i versi del brano stesso. Il testo di La nostra vita, interamente scritto da Ramazzotti, contiene anche un riferimento alla figlia Aurora.
Un altro pezzo autobiografico è L'equilibrista, in cui Eros racconta il suo status di vita travagliato; il pezzo è uno dei più importanti, tanto che avrebbe dovuto essere il titolo dell'album.
Ramazzotti ha dichiarato che il suo brano preferito tra quelli del disco è Nomadi d'amore, che racconta la ricerca della storia d'amore perfetta. Tra gli altri brani del disco, Sta passando novembre trae la propria ispirazione da un tragico fatto di cronaca: il suicidio di una ragazza ventenne che si tolse la vita gettandosi sotto un treno. Nel brano, il cantautore ipotizza di aiutare la ragazza. Rispondendo a una domanda su tale canzone, Ramazzotti ha affermato di voler spingere i giovani a superare i sentimenti comuni di inadeguatezza e insoddisfazione, affinché possano fortificare il carattere di coloro che li provano anziché abbatterli e portarli a gesti estremi come quello raccontato nel brano.
Il brano Tu sei, che inizialmente avrebbe dovuto essere intitolato Tu eri, è un vero e proprio inno alla donna ideale. Non è amore parla di quando un'amicizia sembra diventare amore.
Dal punto di vista musicale, il disco contiene alcune ballate nel tipico stile di Ramazzotti, ormai definito da alcuni critici con il termine ramazzottismo e caratterizzato da forte malinconia e da un cauto ottimismo. Il brano La nostra vita è stato da alcuni definito un ital-gospel, mentre in Una nuova età Ramazzotti si avvicina a sonorità più elettroniche.
Per quanto riguarda lo stile di scrittura dei testi, si registrano alcuni elementi di novità derivanti dall'intervento di Kaballà, che in passato non aveva mai collaborato con Ramazzotti.
Solo nel primo fine settimana, l'album vendette 150.000 copie e 280.000 nella prima settimana. 
L'album rimase in prima posizione in Italia per 3 settimane rimanendo in classifica 92 settimane, in Svizzera per 2 settimane rimanendo in classifica 44 settimane ed in Germania 46 settimane.
In totale, le copie vendute in Italia furono oltre 1.200.000. Grande successo riscossero anche i singoli seguenti I Belong to You (Il ritmo della passione), in duetto con Anastacia, e Bambino nel tempo; con il successo di quest'ultimo singolo, che divenne una hit dell'estate 2006, il disco tornò al 1º posto in classifica dopo 33 settimane di presenza.
Nel 2007 l'album è stato ristampato in una confezione in cartonato.

## Tracce

### Calma apparente
L'album è costituito da 13 tracce, tra le quali figura un duetto con la cantante statunitense Anastacia. Il disco è stato pubblicato anche in un'edizione dual disc, contenente da un lato il CD con le tracce audio dell'edizione standard e dall'altro un DVD con video tratti dai dietro le quinte girati tra Milano, Londra e Los Angeles, un'intervista al cantautore, una galleria fotografica e tutte le tracce audio del disco in qualità DTS 5.1 con i relativi testi. La Limited edition del disco prevede invece un box contenente l'album in confezione cartonato e un libretto con testi e immagini.
Il 2 giugno 2006 è stata inoltre pubblicata una Tour edition del disco, contenente anche due video live tratti dai concerti tenuti da Ramazzotti a Zurigo il 24 e il 25 aprile 2006.
Tutti i brani sono di Eros Ramazzotti, Claudio Guidetti e Adelio Cogliati, eccetto dove indicato
1. La nostra vita – 4:39 (Eros Ramazzotti, Claudio Guidetti)
2. L'equilibrista – 3:53 (Kaballà, Eros Ramazzotti, Claudio Guidetti)
3. Bambino nel tempo – 4:41 (Kaballà, Eros Ramazzotti, Claudio Guidetti)
4. Tu sei – 4:00 (Kaballà, Eros Ramazzotti, Claudio Guidetti)
5. Solarità – 3:54
6. Sta passando novembre – 4:11
7. Una nuova età – 3:47
8. Nomadi d'amore – 4:02
9. Non è amore – 4:01 (Eros Ramazzotti, Claudio Guidetti, Kaballà)
10. L'ultimo metrò – 4:33 (Eros Ramazzotti, Claudio Guidetti, Kaballà)
11. I Belong to You (Il ritmo della passione) (feat. Anastacia) – 4:25 (Eros Ramazzotti, Anastacia, Claudio Guidetti, Kaballà, Kara DioGuardi)
12. Beata solitudine – 4:08
13. Calma apparente – 4:39 (Eros Ramazzotti, Claudio Guidetti, Kaballà)

Tracce video aggiuntive incluse nella Tour Edition
1. L'ombra del gigante – 6:15 (Lorenzo Cherubini, Adelio Cogliati, Claudio Guidetti, Eros Ramazzotti) – live
2. Medley: Terra promessa, Una storia importante, Adesso tu – 7:25 (Eros Ramazzotti, Renato Brioschi, Alberto Salerno / Eros Ramazzotti, Piero Cassano, Adelio Cogliati / Eros Ramazzotti, Piero Cassano, Adelio Cogliati) – live

### Calma aparente
L'album è stato pubblicato anche in lingua spagnola, con il titolo Calma aparente. Gli adattamenti dei testi sono a cura di Mila Ortíz Martín.
1. Nuestra vida – 4:37 (Claudio Guidetti, Eros Ramazzotti)
2. El equilibrista – 3:53 (Kaballà, Eros Ramazzotti, Claudio Guidetti)
3. Como un niño – 4:41 (Kaballà, Eros Ramazzotti, Claudio Guidetti)
4. Tú eres – 4:00 (Kaballà, Eros Ramazzotti, Claudio Guidetti)
5. Solaridad – 3:54 (Eros Ramazzotti, Claudio Guidetti, Adelio Cogliati)
6. Está pasando noviembre – 4:11 (Maurizio Fabrizio, Claudio Guidetti, Eros Ramazzotti, Adelio Cogliati)
7. Una nueva edad – 3:48 (Eros Ramazzotti, Claudio Guidetti, Adelio Cogliati)
8. Nomadas de amor – 4:01 (Eros Ramazzotti, Claudio Guidetti, Adelio Cogliati)
9. No es amor – 4:01 (Eros Ramazzotti, Claudio Guidetti, Kaballà)
10. El último metro – 4:32 (Eros Ramazzotti, Claudio Guidetti, Kaballà)
11. I Belong to You (El ritmo de la pasión) – 4:26 (Claudio Guidetti, Eros Ramazzotti, Kaballà, Kara DioGuardi, Anastacia) – duetto con Anastacia
12. Vivo sin ti – 4:08 (Eros Ramazzotti, Claudio Guidetti, Adelio Cogliati)
13. Calma aparente – 4:37 (Eros Ramazzotti, Claudio Guidetti, Kaballà)

## Formazione
- Eros Ramazzotti – voce e cori, chitarra elettrica, acustica e classica
- Tony Franklin, Lee Sklar – basso
- Michael Landau – chitarra acustica ed elettrica
- Vinnie Colaiuta, Matt Laug, Abe Laboriel Jr. – batteria
- Michele Canova Iorfida – sintetizzatore, programmazione e tastiera
- Rusty Anderson – chitarra elettrica
- Claudio Guidetti – chitarra acustica ed elettrica, cori, chitarra a 12 corde, lap steel guitar, pianoforte, tastiera, organo Hammond e Fender Rhodes
- Celso Valli – pianoforte e tastiera
- Gavyn Wright – violino
- Jimmy Z – armonica
- Alex Brown, Jim Gilstrap, Phillip Ingram, Beverly Statuon – cori

## Classifiche
| Classifica (2005) | Posizione massima |
| ----------------- | ----------------- |
| Argentina         | 6                 |
| Austria           | 2                 |
| Belgio (Fiandre)  | 12                |
| Belgio (Vallonia) | 3                 |
| Danimarca         | 12                |
| Europa            | 4                 |
| Finlandia         | 15                |
| Francia           | 5                 |
| Germania          | 4                 |
| Italia            | 1                 |
| Paesi Bassi       | 4                 |
| Polonia           | 45                |
| Portogallo        | 22                |
| Repubblica Ceca   | 34                |
| Spagna            | 4                 |
| Svezia            | 20                |
| Svizzera          | 1                 |
| Ungheria          | 5                 |

### Classifiche di fine anno
| Classifica (2005) | Posizione |
| ----------------- | --------- |
| Austria           | 55        |
| Belgio (Vallonia) | 26        |
| Francia           | 94        |
| Italia            | 3         |
| Svizzera          | 7         |
| Classifica (2006) | Posizione |
| Austria           | 19        |
| Belgio (Vallonia) | 67        |
| Germania          | 30        |
| Italia            | 6         |
| Paesi Bassi       | 76        |
| Svizzera          | 11        |